# قانون مدنی

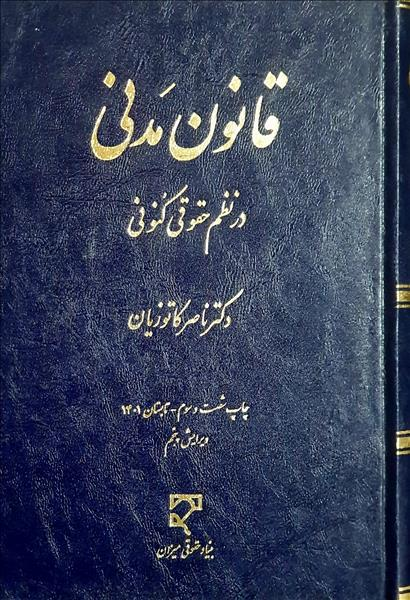
نمونه‌ای از کتاب قانون مدنی «ناصر کاتوزیان»

کتاب قانون مدنی مجموعه‌ای از اساسی‌ترین و مهم‌ترین مواد قانونی را شامل می‌شود که قواعدِ قانونی حاکم بر ارتباطاتِ اشخاص با یکدیگر در جامعه را بیان می‌کند.
در این کتاب از اموال، اسباب تملُک، عقود و معاملات و الزامات، وصیت و ارث، تابعیت، اقامتگاه، نکاح و طلاق، اولاد، نسب، خانواده و بخشی از ادله اثبات دعوا قانون‌گذاری صورت پذیرفته است.
حال مهم‌ترین مسائلی که در قانون مدنی هر کشور به آن‌ها پرداخته می‌شود عبارتند از: احوال شخصیه اعم از اهلیت و وضعیت، قراردادها و عقود (مختصات و شرایط صحت)، مسئولیت مدنی، حقوق تعهدات و حقوق خانواده اعم از ازدواج، طلاق.
قانون مدنی کشورهای مختلف معمولاً قدمت زیادی دارد و به عنوان پیکره اصلی حقوق خصوصی کشور کمتر دستخوش تغییرات عمده می‌شوند. وظیفه اصلی این قانون تنظیم روابط قراردادی و خارج از قرارداد اشخاص جامعه است، اما در عمل سایر شاخه‌های حقوق را نیز تحت تأثیر قرار می‌دهد.

## قانون مدنی در ایران
قانون مدنی ایران متشکل از یک مقدمه و سه جلد است: مقدمه در انتشار و آثار و اجرای قوانین به‌طور عموم و امضا و نحوه لازم الاجرا شدن و انتشار ان صحبت می‌کند، جلد اول- در اموال (مصوب ۱۳۰۷)؛ جلد دوم- در اشخاص (مصوب ۱۳۱۳ و ۱۳۱۴)؛ جلد سوم- ادله اثبات دعوا. این قانون برگرفته از حقوق اسلام، به ویژه فقه امامیه است، که شکل امروزین و مدون آن، به همراه محتوای برخی مواد، برگرفته از قوانین اروپایی، به ویژه قانون مدنی فرانسه و تا حدودی بلژیک است.
این قانون از مشهورترین و مهم‌ترین متون درسی حقوق است که نوشته‌های حقوقی بسیاری پیرامون آن وجود دارد؛ از معروف‌ترین حاشیه نویسان و شارحان این قانون، می‌توان به سید علی حائری شاه باغ، دکتر سید حسن امامی، محمدجعفر جعفری لنگرودی، امیرناصر کاتوزیان، حسین صفایی و مهدی شهیدی اشاره کرد. بعد از انقلاب سال ۱۳۵۷ این قانون دستخوش تغییراتی شد و برخی از مواد آن حذف یا اصلاح شد از جملهٔ این اصلاحات می‌توان به اصلاح ماده ۲۱۸ اشاره کرد که با تغییر در آن این ماده کارایی خود را از دست داد و انتقاد بسیاری از حقوقدانان را برانگیخت.